# Emma Lazarus
Emma Lazarus, född 22 juli 1849 i New York i New York, död 19 november 1887 i New York i New York, var en amerikansk poet.
Hennes mest kända verk är sonetten ”The New Colossus” (1883), som är ingraverad på en bronsplatta på sockeln till Frihetsgudinnan i New York, och som bland annat innehåller stroferna:
Give me your tired, your poor
Your huddled masses yearning to breathe free.

## Eftermäle
Lazarus har en krater på Venus uppkallad efter sig.